# Wenceslao Barrón
 Wenceslao Barrón Olivas (Llama, Áncash, 1892) fue un abogado y político peruano. Diputado de la República en 2 períodos y alcalde de Huari.

## Biografía
Wenceslao Barrón nació en 1892, en el pueblo de Llama, actual provincia de Mariscal Luzuriaga, región Áncash. Hijo del hacendado Wenceslao Barrón Blanco y de Julia Olivas de Escudero. Era bisnieto del funcionario español José Barrón, asentado en Piscobamba, quien llegó al Perú en la década de 1790. Los Barrón fueron propietarios de haciendas en las actuales provincias de Huari, Carlos Fermín Fitzcarrald y Mariscal Luzuriaga. Wenceslao tuvo como tío a Fidel Olivas Escudero, diputado y obispo de Huamanga y como sobrino al médico y bioquímico Eleazar Guzmán Barrón.
En 1915 se casó con María Abigail Barrón Angulo, prima segunda suya natural de Huari con la que tuvo 2 hijos.

## Vida política
En 1941, junto al párroco de Chacas, Alberto León y el alcalde Nicanor Jimeno, presentó un proyecto de ley que declaró a los templo de Chacas y Carhuaz como Monumento Histórico del Perú, también se destinó una partida presupuestal que ayudara en la conservación de los templos.

[...] El congreso de la República Peruana ha dado la ley siguiente: Declararse monumentos nacionales las iglesias de Carhuaz y Chacas. [...]
Ley N 9373 - 15 de septiembre de 1941.

Entre 1940 y 1942 se interesó por la necesidad de enlazar mediante un túnel trasandino, el callejón de Huaylas con la zona de los Conchucos, hasta ese entonces solamente intercomunicada con caminos de herradura. Para 1943 gestionó y dirigió la construcción del túnel de Cahuish de 480 metros de largo, que hace posible la unión de Huaraz con Chavín y Huari en menos de 3 horas.